# Savska Cesta
Savska Cesta is een plaats in de gemeente Vrbovec in de Kroatische provincie Zagreb. De plaats telt 193 inwoners (2001).